# STAR AGENT エリカにおまかせ
『STAR AGENT エリカにおまかせ』（スターエージェント-）は田森庸介の漫画作品。講談社WEBコミックMiChao!にて2007年12月26日より連載されている。

## 概要
宇宙を舞台としたファンタジーSF作品。主人公の「エリカ・ワンダ」は、表の顔は宇宙一の歌姫、そして裏の顔は銀河連邦特殊捜査官「STAR AGENT」である。銀河連邦保安局からの指令を特殊能力を使ってこなしていく。

## 登場人物

### 銀河連邦保安局
エリカ･ワンダ
銀河連邦特殊捜査官。九尾の狐と人間のハイブリッド。表は宇宙一のアイドルスターとして歌で人々を魅了する。裏では銀河連邦特殊捜査官として保安局からの指令をこなす。相手に触れることでその相手に完璧に変身してしまうという特殊能力を使うことが出来る。
マネージャー（名称不明）
エリカ･ワンダのマネージャー。姿は人間の男性。ダロウ長官からの指令をさらに詳しく細かくサポートする。
ダロウ長官
銀河連邦保安局の長官。鷹の姿をしている。

### その他
アキバー将軍
銀河系の制覇を狙うオクタ星の独裁者。魚人の姿をしている。エリカのファンでもある。最終宇宙兵器の公開射撃を行い、銀河連邦政府を降伏させようとするが、エリカの活躍によって阻止される。
イリス
マグノリア王国の王女